# María Adelaide

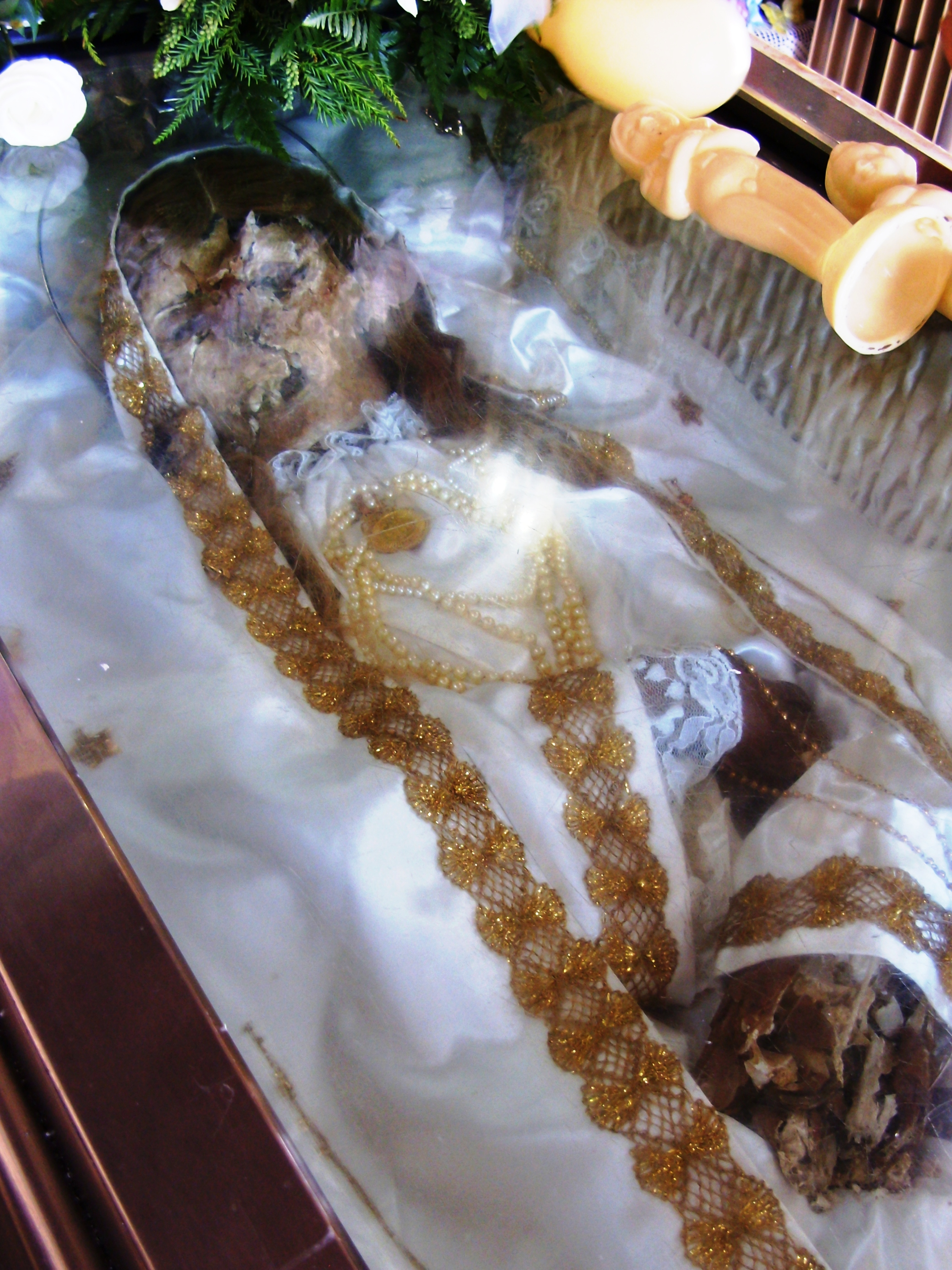
Cuerpo de Maria Adelaide de Sam José e Sousa.

Maria Adelaide de Sam José e Sousa, popularmente conocida como Santa Maria Adelaide o Santinha de Arcozelo (Oporto, 1835 - 4 de septiembre de 1885), fue una mujer portuguesa cuyo cuerpo permanece incorrupto. Es considerada por la devoción popular como una santa y su centro de devoción se ubica en Arcozelo, en Vila Nova de Gaia, en el distrito de Oporto.

## Biografía

### Infancia y juventud
Era hija ilegítima de un oficial del Ejército portugués y de una joven oriunda según algunos autores de Lamego, y de acuerdo con su biógrafo Gomes dos Santos, de Oporto, aunque no se sabe que la parroquia, así como el nombre de sus padres.
Aún joven fue internada en un colegio de Oporto, donde era visitada por un procurador. En la opinión de una amiga, doña Ana Leopoldina, ese personaje era el propio padre de la joven.

### En el Convento de Corpus Christi

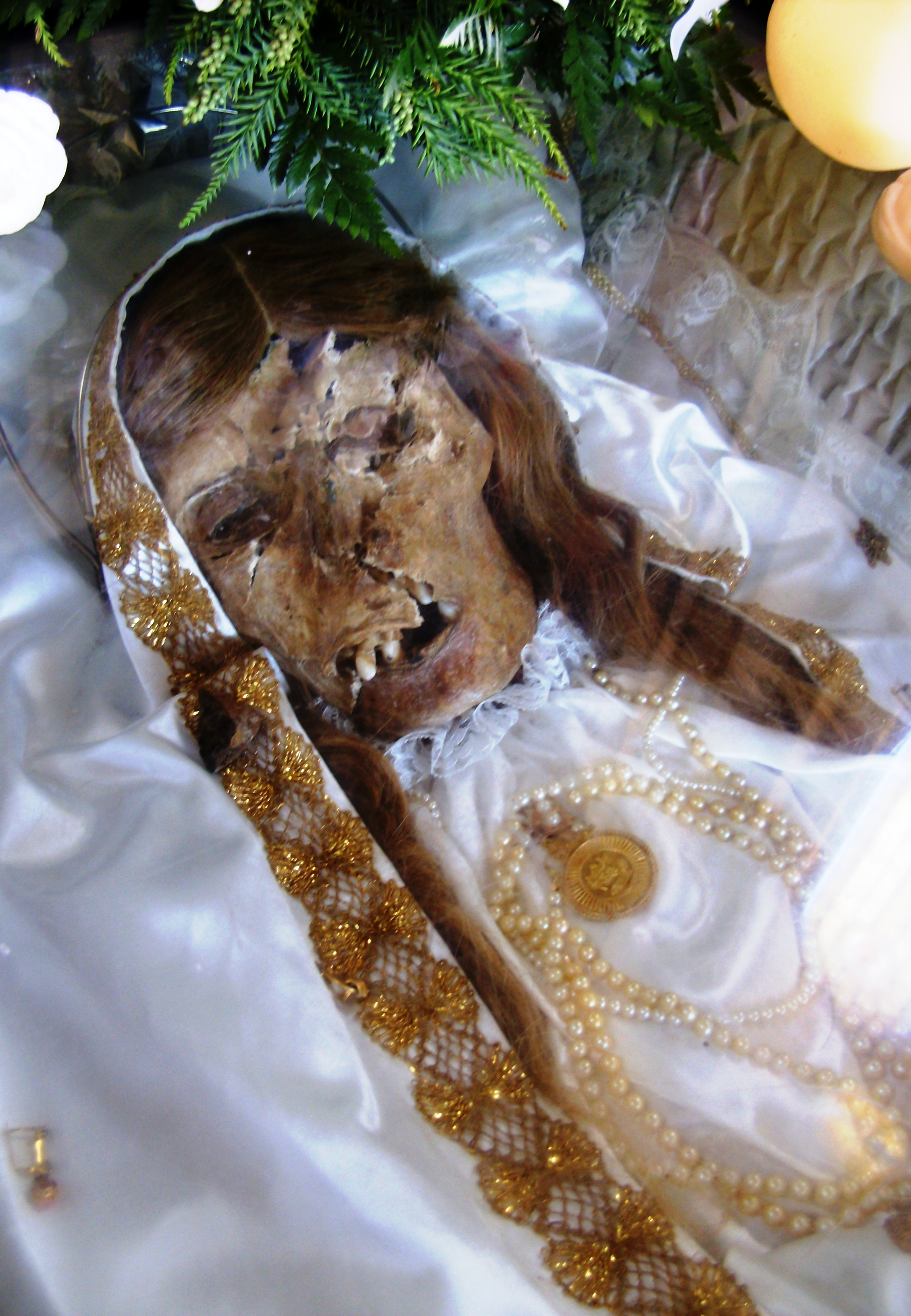
Rostro.

Con el fallecimiento de la organista del Convento de Corpus Christi, en la zona ribereña de Vila Nova de Gaia, se acordaron las hermanas de invitar a la función a María Adelaida, ya que aprendió música y el convento acogía a muchachas y señoras.
Debido a la humedad en las instalaciones del convento al borde del río y la rígida clausura en la época, María Adelaida contrajo tuberculosis. Con el agravamiento de su estado, los médicos le recomendaron la retirada del Convento. Muy relacionada con la sociedad portuguesa de la época, a la que también pertenecía, se trasladó entonces a la casa de D. Amelia Augusta Barbosa d'Albuquerque Seabra, a lo largo del Molino de Viento n.º 1, en Oporto. La acompañó hasta la muerte la criada del convento, Adelaide Augusta Napoleão Costa.
Con el agravamiento de su estado, los médicos recomendaron entonces una urgente retirada hacia una zona marítima, donde había pinos y eucaliptos.

### En Arcozelo
María Adelaida llegó a Arcozelo, acompañada por un médico y algunas familias amigas, en mayo de 1876. Se instaló en una parte de la casa de Joaquim Catarino. Entre las familias que la acompañaron, venía la de su amiga D. Ana Leopoldina. Ella y su marido, Domingos, iban a visitar a María Adelaida casi todos los domingos.
En ese período, gracias al clima salubre y a la convivencia positiva con la población, registró cierta recuperación en la salud y retomó algunas de sus actividades rutinarias como la confección de encajes y dulces conventuales, en particular los famosos pasteles de Santa Clara. Le gustaba los niños, dándoles diariamente pan, dulces y ropa, catequizándolos y cuando estaban con tos les administraba un jarabe a base de piñas y caruchas de pino. Estaba siempre dispuesta a reconciliar a parejas, haciéndose estimada por su gran bondad.
De repente, un fuerte constipado agravó la enfermedad de María y murió en septiembre de 1885. Fue sepultada en el cementerio de Arcozelo.

## Incorruptibilidad

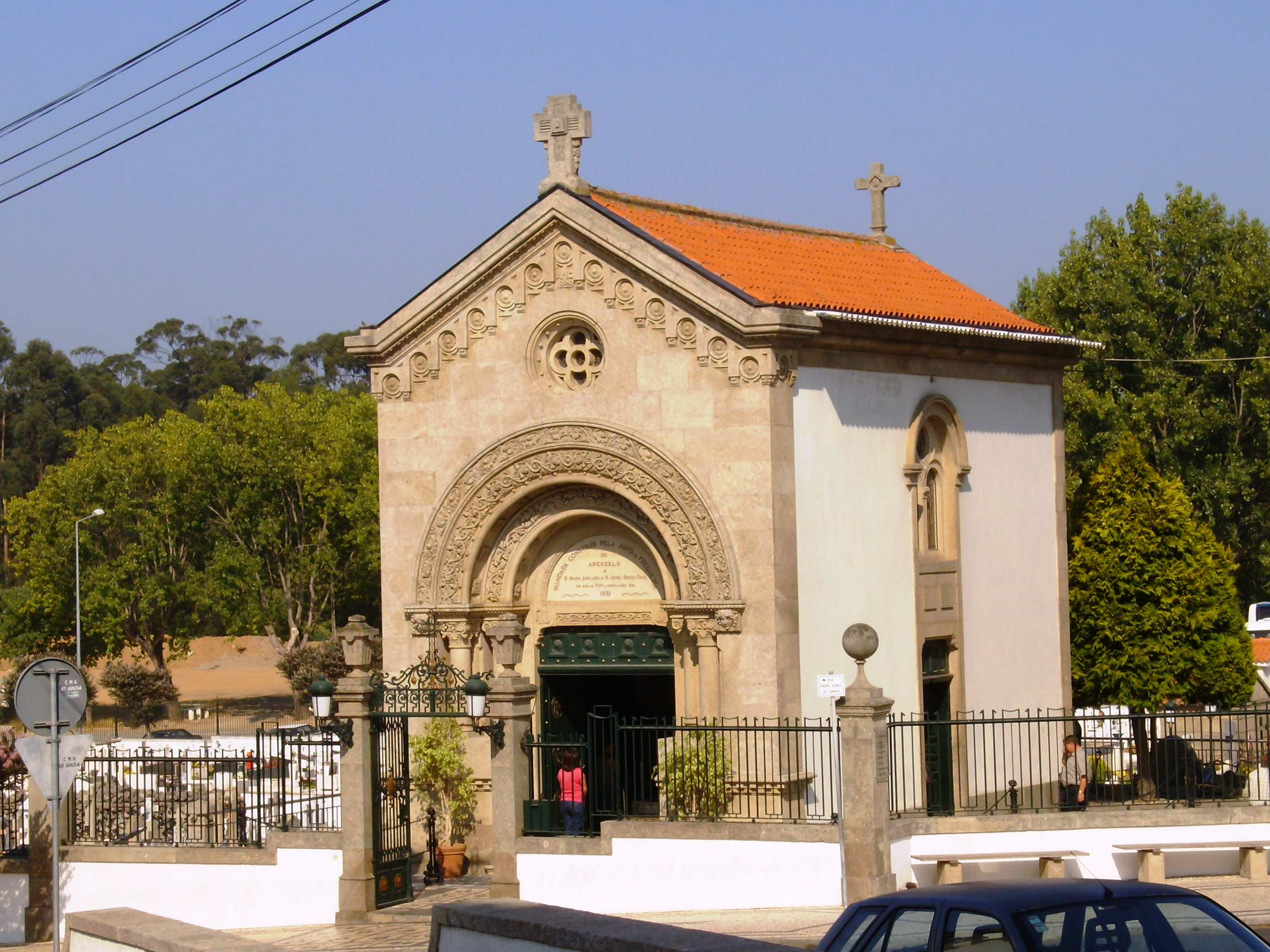
Capilla de Santa Maria Adelaide, en Arcozelo.

Años después se abrió su sepulcro y se encontró el cuerpo incorrupto permaneciendo intactas sus vestiduras, exhalando un fuerte olor a rosas. Sin embargo, el cuerpo volvió a ser enterrado, siendo recubierto con ácido nítrico para que se descompusiera.
La noticia del hallazgo se extendió por la localidad y una masa de cerca de 800 personas, bajo fuerte conmoción, invadió el cementerio obligando al sepulturero a revelar dónde estaba sepultado el cuerpo y comenzaron a desenterrarlo. Cuando llegaron al ataúd, las autoridades llegaron, impidiendo aquel acto, inicialmente por la fuerza, después por el convencimiento (buscando ganar tiempo para que los productos químicos actuaran, consumiendo el cuerpo) y prometiendo el desenterramiento el lunes siguiente. La multitud, convencida, se alejó, pasando a montar vigilia en el camposanto, para evitar cualquier maniobra de traslación. 
Posteriormente, el cuerpo fue exhumado por la propia multitud, se constató que el cuerpo seguía incorrupto. El cuerpo fue entonces lavado por algunas mujeres, vestido con ropa nueva y depositado en una urna de modo que la población pudiera ordenadamente en extensa fila, ver el cuerpo de la "santa".
A partir de entonces, la capilla se convirtió en lugar de devoción popular y de deposición de ofrendas. Se organizó entonces una comisión destinada a recaudar fondos para la construcción de una capilla propia, que vino a ser erigida en el ángulo sudoeste del cementerio.
Después de cinco años, en 1921 el cuerpo fue trasladado a la nueva capilla. En esa ocasión la urna fue nuevamente abierta, en presencia del delegado de Salud de Vila Nova de Gaia, Dr. Manuel Ferreira de Castro, constatando que el cuerpo, un tanto quemado por los productos químicos, continuaba incorrupto y exhalando acentuado olor a rosas. De modo inexplicable, la cal aplicada cinco años antes, estaba toda retirada a los lados de la urna.

## Devoción
Aunque no está canonizada por la Iglesia católica, son numerosas las personas que visitan su santuario, solicitando su mediación para obtener gracias y pagando las promesas hechas en su devoción. Entre los ex-votos que se conservan en el pequeño museo anexo, se destacan más de 6000 vestidos de novia, vestidos de bautizos y de comunión, monedas y notas de más de 25 países, piezas de artesanía, cerámicas, collares, anillos, cordones, velas, cera, prótesis, cabellos cortados, relojes, camisetas de futbolistas, fotografías con la descripción de milagros y agradecimientos.